# St-Symphorien (Illkirch-Graffenstaden)

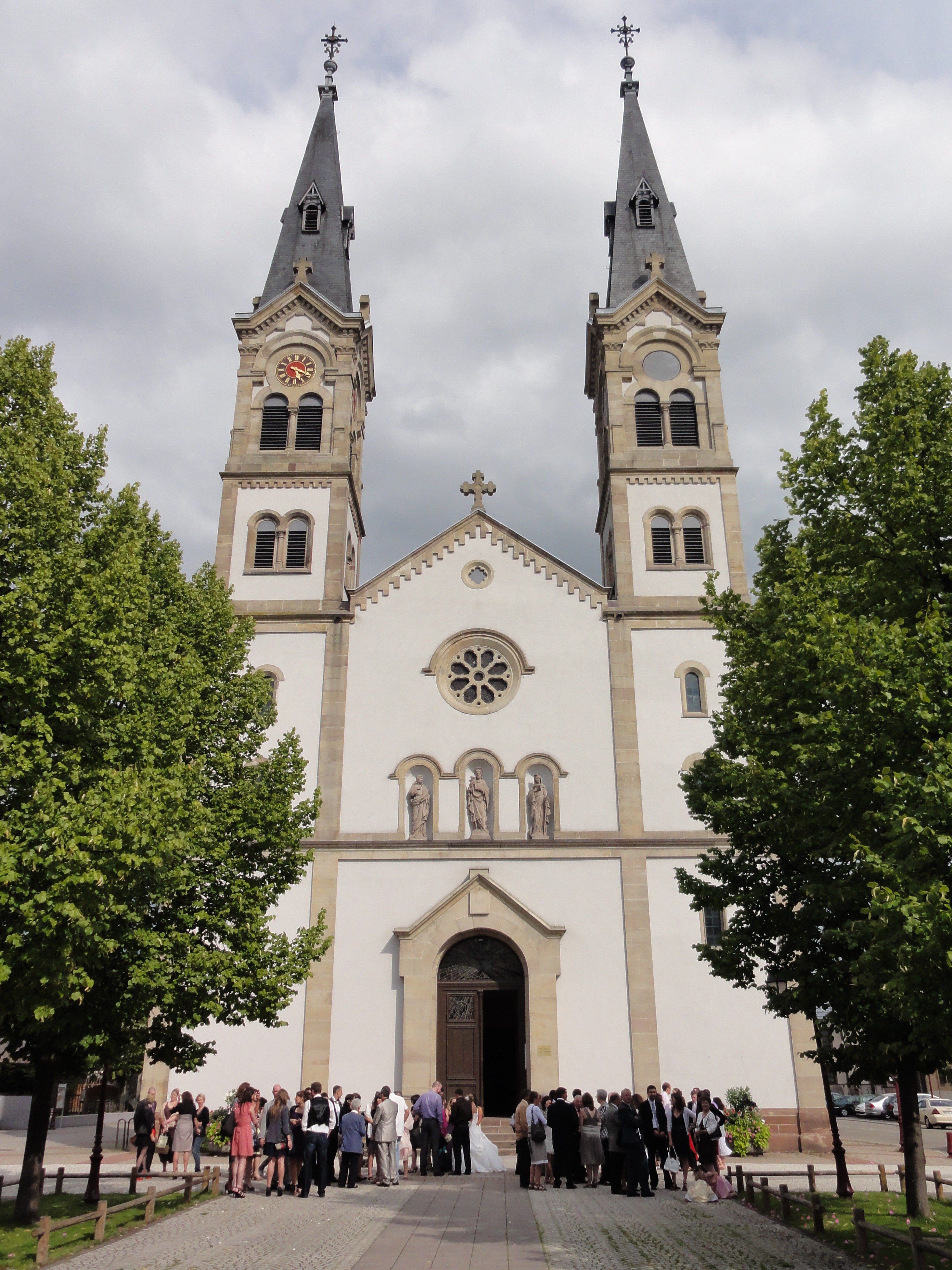
St. Symphorien in Illkirch

St-Symphorien ist eine römisch-katholische Kirche in der französischen Stadt Illkirch-Graffenstaden, Département Bas-Rhin, Region Grand Est. Sie gehört zur Communauté des Paroisses catholiques (CP) St Florent Illkirch-Graffenstaden in der Zone Pastorale (ZP) Strasbourg des Erzbistums Straßburg. Sie ist in der Base Mérimée als Bestandteil des architektonischen Erbes von Frankreich aufgeführt.

## Geschichte
Als die Bevölkerung von Illkirch Mitte des 19. Jahrhunderts kräftig zugenommen hatte, stellte sich heraus, dass die Kirche zu klein wurde, und deshalb beschloss man 1859, eine neue Kirche zu errichten. Für den Entwurf wurde der Karlsruher Architekt Heinrich Hübsch verpflichtet. Nach seinen Plänen wurde 1863 bis 1865 auf einem Grundstück, das die Familie Fux-Koessler zur Verfügung gestellt hatte, die neue Kirche im neoromanischen Stil errichtet. Ursprünglich waren die Türme nicht sehr hoch und ragten mit ihren Pyramidendächern kaum über den First des Hauptschiffs hinaus. Im Jahr 1890 wurden die Türme auf die heutige Höhe von 42 Metern aufgestockt und jeweils mit einem Spitzhelm versehen. 
Im Jahr 2007 wurde eine Außenrenovierung der Kirche vorgenommen.

## Beschreibung

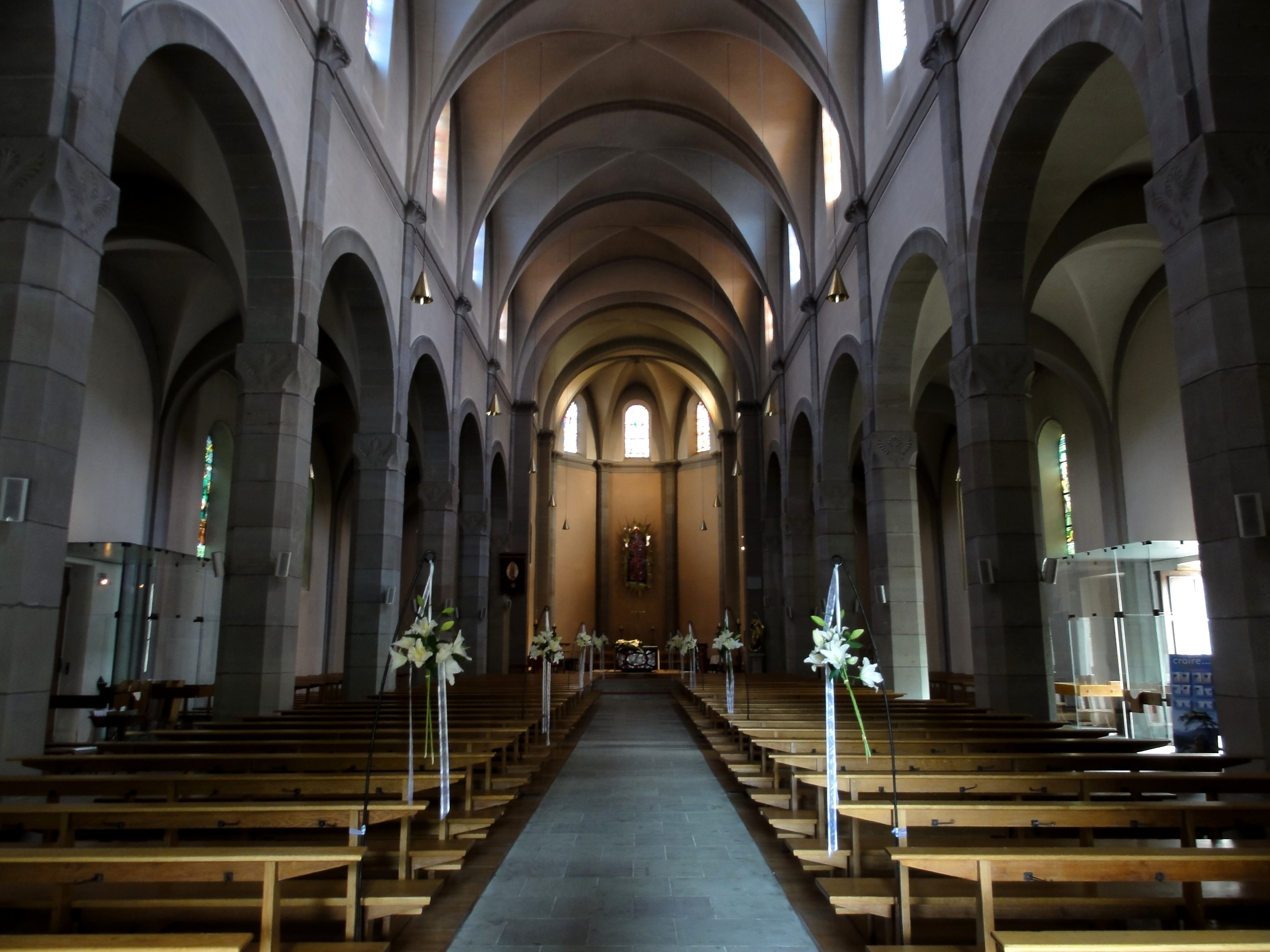
St-Symphorien innen, Blick zum Altar

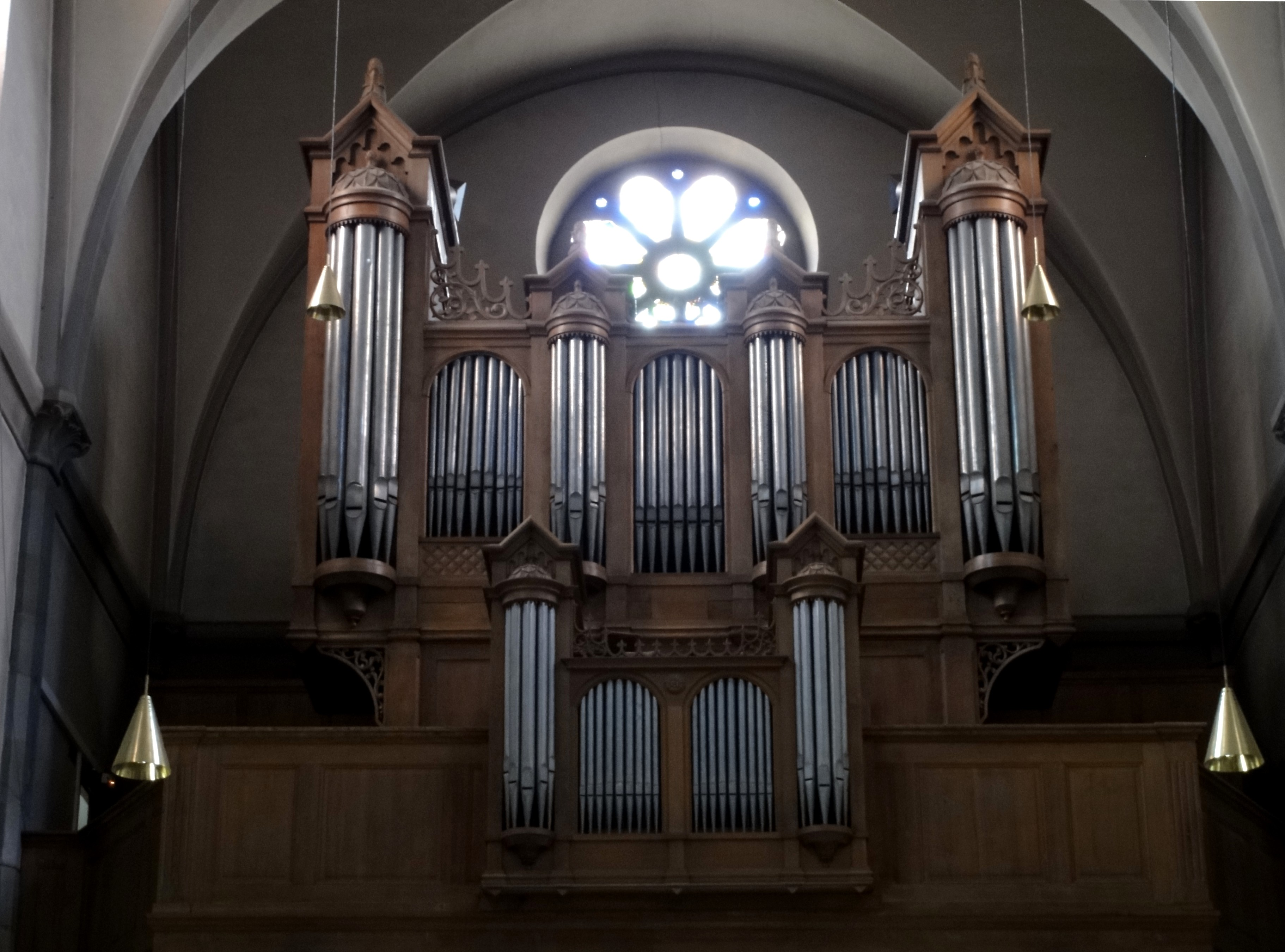
St-Symphorien innen, Blick auf die Orgel

### Äußeres
Die geostete Kirche im Basilika-Stil besteht aus dem Hauptschiff, zwei Seitenschiffen, einem eingezogenen und niedrigeren Chor im Osten und der Doppelturmfassade im Westen. Hier befindet sich das zentrale Eingangsportal, über dem in Konchen drei Skulpturen stehen: Zentral Jesus Christus, zu seinen Seiten die Kirchenpatrone, der heilige Symphorianus links und die Heilige Katharina von Alexandrien rechts. Über dieser Skulpturengruppe befindet sich eine kleine Fensterrosette. Das Kirchenschiff ist in sieben Joche aufgeteilt.
Die Kirche ist mit drei Glocken ausgestattet, die von der Gießerei Edel hergestellt und von den Eheleuten Fux finanzierten wurden.

### Inneres
Drei Fenster im Chor wurden ebenfalls von den Eheleuten Fux finanziert. Das gilt auch für die Orgel der Orgelbauer Stiehr und Mockers von 1866, die ursprünglich 33 Register auf zwei Manualen und Pedal aufwies. 1975 wurde sie von Orgelbauer Gaston Kern überholt und durch ein Rückpositiv mit acht Registern und damit um ein weiteres Manual erweitert.

## Nachweise
1. ↑  la plateforme ouverte du patrimoine (POP) – Eglise paroissiale Saint-Symphorien (französisch)
2. ↑  A la découverte de l'Orgue, Orgues d'Alsace: Illkirch-Graffenstaden, St Symphorien

Koordinaten: 48° 31′ 44,6″ N, 7° 42′ 41,8″ O